# ثلاثي التدبيب
ثلاثي التدبيب (الاسم العلمي: Triakis)، هو جنس من فصيلة القروش ثلاثية التدبيب. يأتي الاسم العلمي من الكلمة اليونانية τρι، التي تعني «ثلاثة»، والكلمة اللاتينية "acis" تعني «حاد» أو «مدبب»، في إشارة إلى الأسنان ثلاثية الرؤوس في هذا القرش.

## الأنواع
| الصورة | الاسم العلمي                                                  | الاسم الشائع         | التوزيع                                                                                 |
| ------ | ------------------------------------------------------------- | -------------------- | --------------------------------------------------------------------------------------- |
|        | T. acutipinna Kato, 1968                                      | قرش كلبي حاد الزعنفة | المياه الساحلية في الإكوادور                                                            |
|        | T. maculata Kner & Steindachner, 1867                         | قرش كلبي منقط        | شرق المحيط الهادئ قبالة سواحل أمريكا الجنوبية                                           |
|        | T. megalopterus أندرو سميث، 1839                              | قرش كلبي حاد الأسنان | المياه الشاطئية الضحلة من جنوب أنغولا إلى جنوب أفريقيا.                                 |
|        | T. scyllium يوهانس بيتر مولر & فريدرش غوستاف ياكوب هنلي، 1839 | قرش كلبي مشرط        | شمال غرب المحيط الهادئ من أقصى جنوب شرق روسيا إلى تايوان                                |
|        | قرش الفهد تشارلز جيرارد، 1855                                 | قرش الفهد            | ساحل المحيط الهادئ لأمريكا الشمالية، من ولاية أوريغون الأمريكية إلى مازاتلان في المكسيك |